# Mary Kay
Mary Kay Inc. là một công ty bán hàng trực tiếp tư nhân của Hoa Kỳ bán sản phẩm mỹ phẩm. Theo tin tức bán hàng trực tiếp, Mary Kay là công ty bán hàng trực tiếp lớn thứ sáu trên thế giới vào năm 2015, với khối lượng bán buôn 3,7 tỷ USD.
Mary Kay có trụ sở tại Addison, Texas, bên ngoài Dallas. Công ty được Mary Kay Ash thành lập vào năm 1963. Richard Rogers, con trai của Mary Kay, là chủ tịch hội đồng quản trị và David Holl là chủ tịch và được bổ nhiệm làm Giám đốc điều hành vào năm 2006.